# Jannette Chao
Jannette Chao (Monterrey, Nuevo León; 5 de marzo de 1977) también conocida como Jan Chao, es una cantante, compositora y productora mexicana.

## Carrera
Nació en el seno de una familia con vena artística (su padre fue pianista y cantante, su abuela, poeta y pintora, y su bisabuelo, violinista). Desde pequeña encontró en la música a su mejor aliada para canalizar sus emociones. Tras ingresar a una academia pequeña de música, donde aprendió a tocar la guitarra, logró su primera composición a los 12 años de edad, con el título “Imposible”.
Estudió la licenciatura en Estudios Internacionales y una especialidad en Washington, D.C del Tratado de Libre Comercio, donde también hizo prácticas profesionales. En 1999, cuando se preparaba para tomar el examen de admisión al Instituto Matías Romero para formarse como diplomática de carrera, conoció a Oscar López, con quien dio inicio a su primera producción musical.
En un año produjeron 12 canciones de manera independiente y, tras ser escuchada en Nueva York por Iñigo Zabala, presidente regional de Warner Music, firmó un contrato discográfico con Warner Music México.
En abril del 2002 sacó su primer álbum con la disquera, bajo el título Batallas de Sal, del que surgió el primer sencillo “Más Callado que la H”, tema que se posicionó en los primeros lugares de popularidad de la radio mexicana y que permaneció en la lista de los diez más populares nacional por espacio de 9 meses.
El segundo sencillo, “Sin ti”, mejoró el posicionamiento de Jannette Chao en la radio, provocando que Batallas de Sal rebasara las expectativas de ventas. Filmó un video musical en Buenos Aires, Argentina, realizado por el reconocido director, Pablo Sofovich.
En 2003, el disco Batallas de Sal es reeditado, con la canción “Luna Menguante” cantada en conjunto con Benny Ibarra.
En 2004, lanza su segundo álbum, Marea Alta, grabado entre Francia y España y producido por Juan Luis Giménez, guitarrista del grupo español Presuntos Implicados.
"Quédate Conmigo" fue el primer sencillo y fue acompañado por un video musical realizado por Fausto Terán y que fue censurado en México y otros países de Latinoamérica .
En septiembre de 2005 la cantautora liberó Luciérnagas, una recopilación de versiones acústicas de sus dos primeros álbumes, el cual coprodujo junto a Sergio Vallín, guitarrista de Maná. Ese año Jannette Chao gozó de una popularidad peculiar al ser llamada la "Reina de Internet", ya que sus canciones estaban publicadas en más de 2000 sitios.
En 2009, saca de manera independiente  Cambia, su tercer álbum con canciones inéditas, del que se desprende el sencillo “No me sueltes”.
En los años previos y posteriores se dedicó principalmente a colaborar como compositora con otros artistas como Kika Edgar, Dulce María, Fey, Nadia y Yahir, entre otros.
En 2012 decide hacer una pausa en su carrera musical y en 2015, realiza un concierto bajo el nombre “Vida” con la participación de Benny Ibarra, en el que hace público su embarazo y anuncia que continuaría lejos de los escenarios para concentrarse en la maternidad.
En 2019 edita y publica digitalmente Cambio de Portada, una selección de sus mejores temas con nuevos arreglos. El álbum está conformado por doce canciones.
La publicación de dicho álbum marca su regreso a los escenarios, además de la salida de un nuevo disco titulado Expuesto, del cual se desprendió como primer sencillo “Del Otro Lado”, cuyo video musical fue publicado en octubre de ese mismo año.
En el 2020, siguieron los sencillos  "Avalancha", "Invierno en primavera" y "Luces de Bengala"; además de "Glitch", tema que no pertenece a Expuesto y que invita a la reflexión con el sello particular de las letras Jannette.
Además, saca la versión acústica de su aclamado tema "Luna Menguante",  producida por Benny Ibarra y cantada a dueto con él.
En 2021, libera el sencillo "Hoy te voy a perder", cuyo video se hizo con la colaboración de colegas actores y actrices mexicanos de la escena teatral y que se dedicó a todas las pérdidas que trajo la pandemia de Covid-19. 
Ese mismo año colabora con la banda de rock alternativo Tasha en el sencillo "Cascabel Deluxe" y con la cantautora mexicana Mer en "Tiempo al tiempo (amor bonito y pies descalzos)"

## Otros proyectos
Además de ser cantautora, Chao cuenta con una prolífica carrera como compositora y ha participado con temas de su autoría en diversos proyectos de colegas artistas, así como dentro de proyectos de teatro, cine y televisión. Compuso el tema principal de la primera generación de “La Academia”, emisión de TV Azteca en el 2002,  el cual logró vender 1,500,000 copias en medio la crisis más grande de la industria musical.
Fue autora de varias canciones de los egresados de “La Academia”, como el tema principal de la telenovela La Duda, cantado por Nadia en su disco debut, vendiendo alrededor de 200,000 copias. Asimismo, Yahir, grabó “Déjame”, que tuvo gran éxito como su segundo sencillo. También compuso temas para Myriam Montemayor y Erika Alcocer Luna.
A finales de 2004 Jannette Chao, escribe el tema “Todo Cambió” para Fey, el cual fue incluido en la emisión de Big Brother VIP 2005 de Televisa y en su respectivo disco.
A principios del 2005 firmó un contrato de exclusividad con EMI Publishing como compositora para otros artistas y para la música de diversos proyectos de cine, teatro y televisión.
En 2006, después de haber sido audicionada y seleccionada por Nacho Cano, del grupo Mecano, se integra al elenco original del musical Hoy no me puedo levantar, interpretando a Ana y a María, además de ser la directora de voces y de cabina del mismo musical tanto en su puesta en escena original, como en el tercer montaje del musical, ya bajo el mando del productor Alejandro Gou. Además ha trabajado con Nacho Cano en otros proyectos, como en el musical "A".
También ha escrito canciones para artistas como Kika Edgar, Dulce María (RBD) y Jass Reyes (Playa Limbo); ha colaborado en cine con “¿Dónde te pierdes?”, tema de la película mexicana 7 días, “No sé” de la película Sin memoria y en televisión con el tema “Mi Amor a Cambio de tu Fe”, para el programa Nosotros los Pérez. Además ha cantado a dueto y grabado con Noel Schajris, Armando Manzanero, Eugenia León, Alejandro Lerner, entre otros.
El 2019 lanza un programa transmitido en su página oficial de Facebook titulado Expuesto en el que conversa en vivo con diversos colegas artistas como Paulino Monroy, Fernanda Castillo, Valeria Vera, Enrique Galdeano, Daniela Aedo, Alan Estrada, Benny Ibarra, Samo, Mauricio Garza, Rogelio Suárez y Juan Solo, entre otros.
En ese mismo año, comienza a trabajar con Alan Estrada y Vince Miranda en la música y letras de la obra musical mexicana Siete veces adiós.
Siete veces adiós que tuvo su esperado debut el 18 de marzo de 2022, estelarizada por Fernanda Castillo, Gustavo Egelhaaf y César Enríquez. 

## Discografía
- Batallas de Sal (2002)
- Marea Alta (2004)
- Luciérnagas (2005)
- Cambia (2009)
- 20 Grandes Éxitos (2011)
- Cambio de Portada (2019)
- Expuesto (2019)
- Glitch (sencillo) (2020)

## Teatro
| Año  | Obra                     | Personaje |
| ---- | ------------------------ | --------- |
| 2006 | Hoy no me puedo levantar | Ana       |